# 尼爾·傑克遜
尼爾·傑克遜（Neil Jackson，1976年3月5日—）是英國的一位演員和作家。他最著名的作品是在《刀鋒戰士》中飾演Marcus角色。